# Lauren Hill
Lauren Hill (Greendale, Indiana, 1 de octubre de 1995-Cincinnati, 10 de abril de 2015) fue una estudiante, deportista, activista y baloncestista estadounidense.
Tenía dos hermanos Erin y Nathan Hill. Estudió de la Mount St. Joseph University; jugó en la National Collegiate Athletic Association.
Falleció a los 19 años de cáncer cerebral.